# Kurt Schneider (Radsportler)
Kurt Schneider (* 1. September 1932 in Wien; † 21. Januar 2023 ebenda) war ein österreichischer Radrennfahrer und nationaler Meister im Radsport.

## Sportliche Laufbahn
Schneider begann im Verein Rund um Wien 1897 mit dem Radsport. Bereits 1949 stieg er zu den Amateuren auf. Seinen ersten größeren Erfolg hatte er 1950, beim Sieg von Richard Menapace wurde er Dritter der Österreich-Rundfahrt. Er war der jüngste Träger des Spitzenreitertrikots der Österreich-Rundfahrt. 
Nachdem er Profi geworden war (sein erster Sponsor war die Wiener Firma Sturm Rad), konnte er sich 1952 als Vize-Meister hinter Alfred Kain bei den Staatsmeisterschaften platzieren. Im selben Jahr gewann er das auf der offenen Bahn ausgetragenen Sechstagerennen von Wien mit dem Italiener Erminio Leoni. 1953 ging er für drei Jahre nach Belgien, um dort mehr und härtere Rennen fahren zu können.
1954 bestritt er die Tour de France im Team Luxemburg-Mixte. Er beendete die Tour auf dem 68. Platz des Gesamtklassements. Auch seine zweite Tour 1955 beendete er wiederum im Team Luxemburg-Mixte und kam als 50. des Klassements in Paris an. 1952 wurde er Gewinner der Bergwertung in der Deutschland-Rundfahrt. Weiterhin bestritt er die Tour de Suisse (19. 1953 als bestes Resultat), die Marokko-Rundfahrt und die Kolumbien-Rundfahrt. Auch beim Sechstagerennen in Buenos Aires war er einmal am Start (5. Platz 1957).  Er absolvierte auch Steherrennen, was ihm später zugutekam, als er als Schrittmacher (u. a. für Franz Dögl) fuhr.
1956 gewann er den nationalen Titel im Sprint der Profis und gewann auch die Meisterschaft in der Mannschaftsverfolgung. Mehrfach gewann er das Rathauskriterium in Wien, eines der prestigeträchtigsten Rennen seiner Zeit.
Nach dem Ende seiner aktiven Laufbahn 1957 blieb er dem Radsport verbunden und betreute österreichische Nationalmannschaften bei der Österreich-Rundfahrt und bei internationalen Einsätzen. 1988 führte er Franz Spilauer zum Sieg beim Race Across America.
Kurt Schneider starb am 21. Januar 2023 im Alter von 90 Jahren und wurde auf dem Hietzinger Friedhof bestattet.

## Berufliches
Er absolvierte eine Ausbildung zum Mechaniker. Beruflich war er später Speditions- und Taxiunternehmer in Wien, wo er den elterlichen Betrieb übernahm.